# Morris Generativ
Morris Generativ – polska grupa muzyczno-eksperymentalna z gatunku industrial / noise / postindustrial, działająca w latach 1988-1993 w Ciechocinku i Łodzi. W latach 80., gdy w Polsce praktycznie nie istniała scena industrialna czy eksperymentalna, była jedną z grup występujących na precedensowych festiwalach ("Poza Kontrolą", 1988, Wunderwave-2, 1989). Grupa miała swój wkład w rozwój tego nurtu, była także inspiracją dla Kazika Staszewskiego (o czym wspomina na łamach Jazz Forum, nr 6/1994). M.G. wydało samodzielnie 5 tytułów na kasetach magnetofonowych, które można znaleźć w zbiorach nie tylko w Polsce, ale i na świecie. Powstały też dwa filmy na taśmie światłoczułej 8 mm z muzyką Morris Generativ. Obecnie (2011), dzięki retrospektywnym wystawom, podsumowującym polską sztukę tamtego okresu, a także ogólnym tendencjom do "retro" – wspominek, grupa jest oceniana, jako ważna dla historii, zaś reedycjami Morris Generativ zainteresowanych jest kilka poważnych wydawnictw, m.in. z USA. Warto też wspomnieć o niecodziennym instrumentarium, wykorzystywanym przez grupę, w tym własnoręcznie wykonywanych i przerabianych urządzeniach (generatorach, mikserach, itp). Po zakończeniu działalności, w 1993 r., jej kontynuacją stała się grupa Protoplazma, która przerodziła się w obecne Mikrowafle.